# Реджана (баскетбольный клуб)
«Реджана» (итал. Pallacanestro Reggiana) — итальянский баскетбольный клуб из города Реджо-нель-Эмилия, созданный в 1974 году. Выступает в чемпионате Италии.

## О клубе

### Клуб в 1970-е годы
Баскетбольный клуб «Реджана» был основан 3 сентября 1974 года несколькими поклонниками баскетбола, из Реджо-нель-Эмилия, которые захотели развивать в своем городе баскетбол. Первоначально по спонсорским причинам цветами клуба стали белый и синий, а сезон команда начала в полупрофессиональной региональной лиге. По итогам выступления, клуб получил возможность выступать на следующий сезон в Серии D. В этом дивизионе команда находилась несколько сезонов, затем получила возможность выступать в Серии С. В сезоне 1977–78 годов команда объединилась с «Цестистика Триколоре», а спонсором стал бренд «Riunite», который изменил клубные цвета на белый и красный. В этом же сезоне команда, составленная в основном из местных игроков, выиграла путёвку в третий дивизион Италии по баскетболу, Серию В.

## Достижения

### Международные турниры
Команда регулярно выступает в различных международных соревнованиях под эгидой ФИБА, в том числе одержала победу в турнире Кубок вызова ФИБА в сезоне 2013/2014.